# Botaya
Botaya ist ein spanischer Ort in den Pyrenäen in der Provinz Huesca der Autonomen Gemeinschaft Aragonien. Botaya ist ein Ortsteil der Gemeinde Jaca. Das Dorf mit 24 Einwohnern liegt auf 875 Meter Höhe.

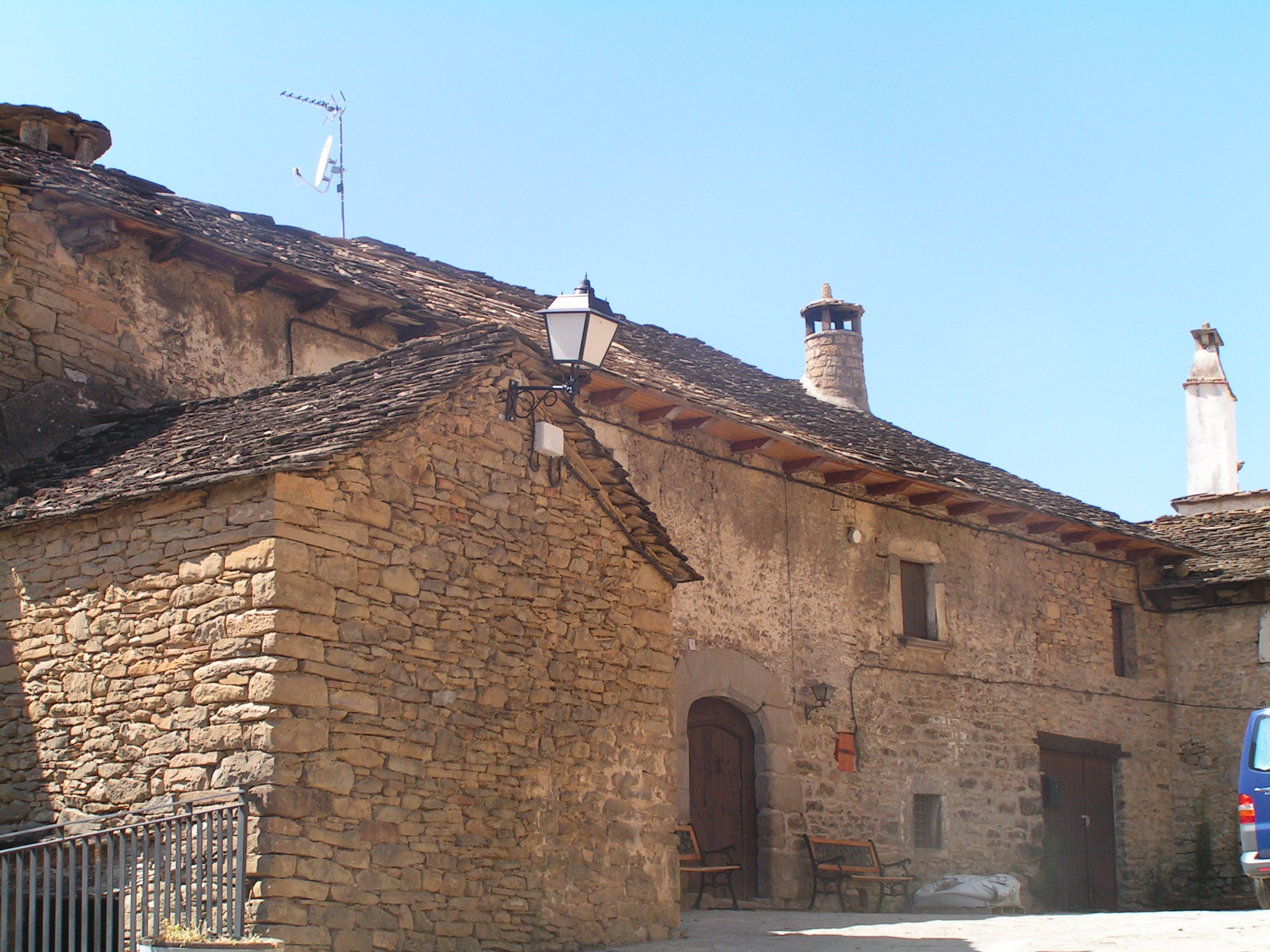
Bauernhof in Botaya

## Geschichte
Der Ort wurde im Jahr 1049 erstmals urkundlich erwähnt.

## Sehenswürdigkeiten
- Kloster San Juan de la Peña

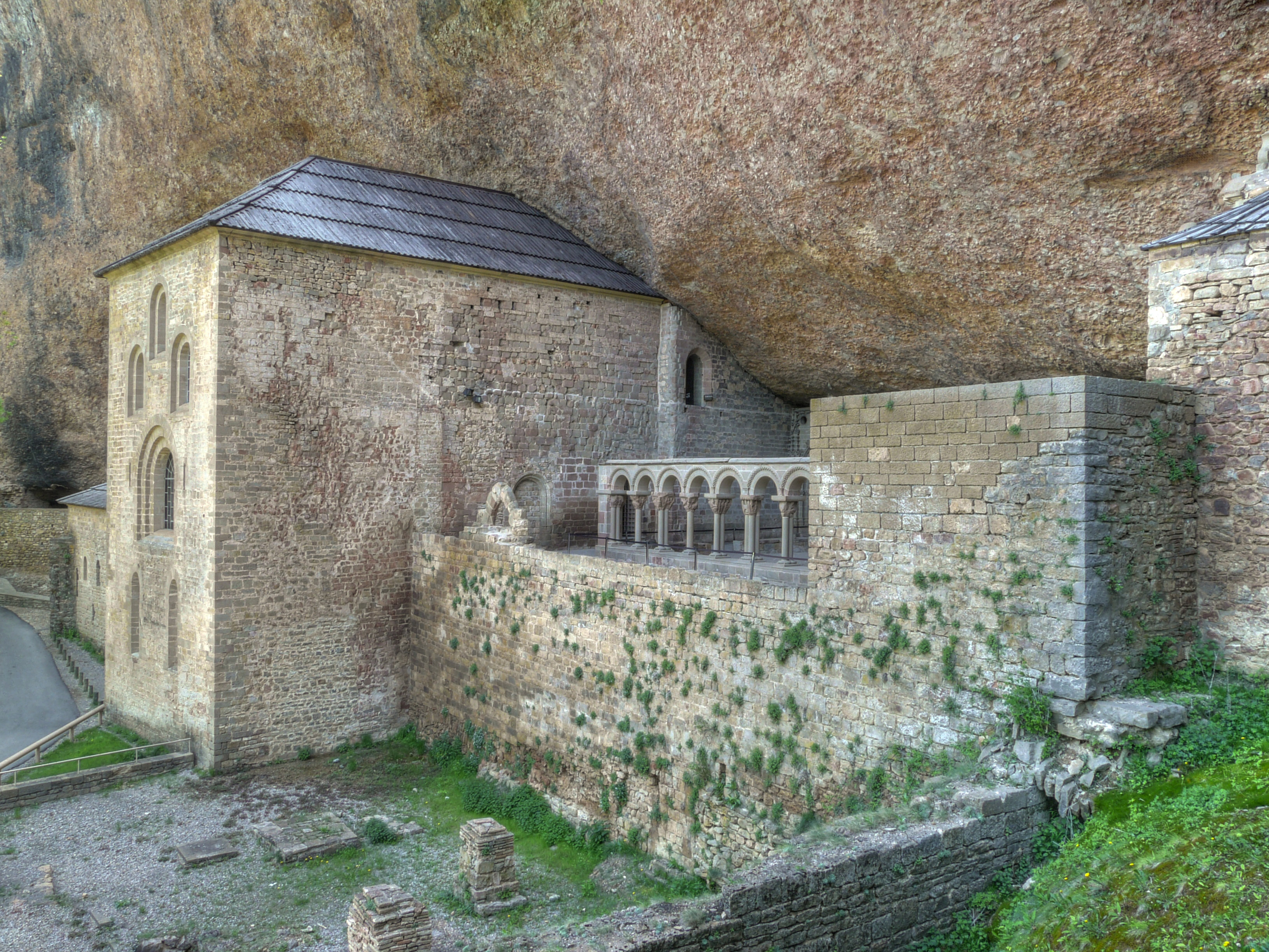
Kloster San Juan de la Peña

- Pfarrkirche San Esteban, erbaut im 12. und erweitert im 17. Jahrhundert
- Ermita San Miguel, erbaut im 12. Jahrhundert
- Ermita San Clemente